# Troll (mitologia)

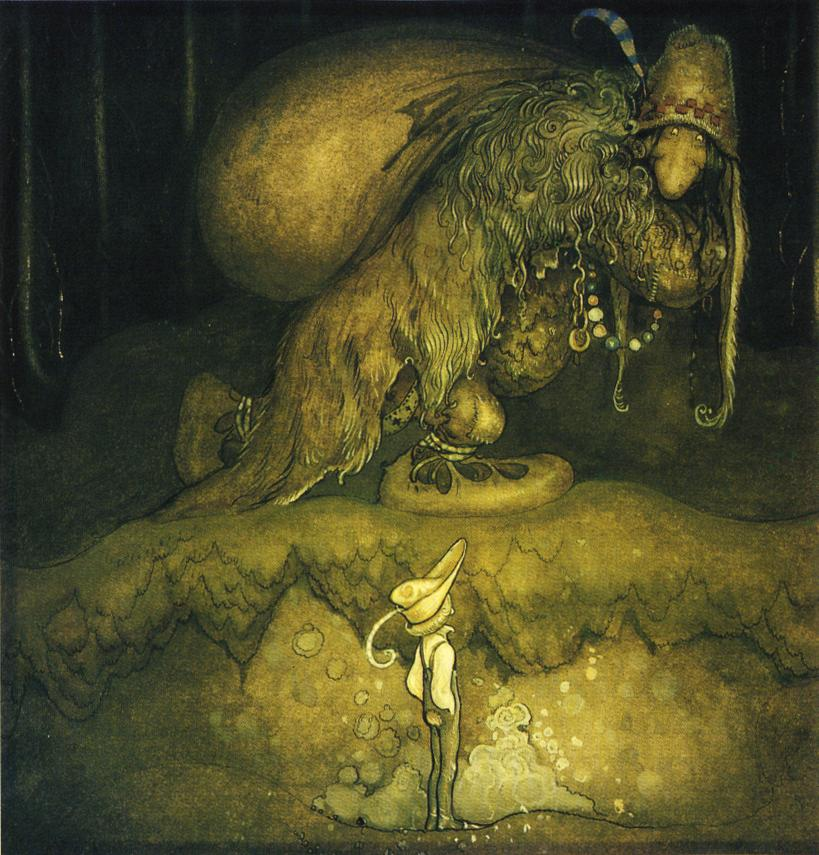
Buona sera, vecchio! Salutò il ragazzo, illustrazione del 1915 dello svedese John Bauer per la fiaba di Walter Stenström: Il ragazzo e i troll o l'Avventura

Il troll (svedese e norvegese troll, danese trold), nella mitologia scandinava, è una creatura umanoide che vive nelle foreste dell'Europa settentrionale.
La figura del troll ha avuto ampia diffusione anche all'interno della tradizione folcloristica anglosassone, probabilmente in seguito alla prolungata presenza norvegese nelle Isole Orcadi e Shetland.

## Caratteristiche
Trattandosi di una figura evolutasi in un contesto di tradizioni orali e grande dispersione geografica, le caratteristiche fisiche e comportamentali del troll non sono codificate con precisione. Normalmente è descritto come una creatura ruvida, irsuta e rozza, dotata di un grosso naso e di una coda dal folto pelo e con solo quattro dita per ogni mano o piede.
In linea di massima, a seconda del filone folcloristico di provenienza, è possibile identificare due tipi di troll: uno di dimensioni gigantesche e dal comportamento maligno (simile a un orco) e uno di dimensioni umane e dal comportamento benevolo. Si racconta che i troll rubino i bambini alle famiglie mentre dormono e mettano nel letto un changeling, oppure un cucciolo di troll. Questa era normalmente la giustificazione che si dava alla nascita di figli deformi. Per i norvegesi, invece, i troll hanno il vizio di molestare i caproni e non sopportano il suono delle campane.
Alcune caratteristiche attribuite ai troll:
- rimane stordito dal suono delle campane
- quando è colpito dalla luce del sole diventa di pietra: dunque si muove solo di notte o nella foresta più fitta
- ha un carattere il più delle volte malvagio oppure buono ma birichino, talvolta è una creatura stupida
- ha un aspetto orripilante e può diventare molto violento
- il più delle volte solo i bambini possono vederlo
- solitamente condivide con altri esemplari le caverne naturali presso dei corsi d'acqua che utilizza per bere
- può essere molto goloso

I troll scozzesi si chiamano trow e sono bassi, invisibili e notturni.

## Nella letteratura

### Peer Gynt
Nel dramma di Ibsen Peer Gynt, i troll sono creature simili agli umani con l'eccezione della coda, della statura e del fatto che possono cambiare forma. Nella mitologia norrena si dice che i bambini stupidi degli umani siano in realtà piccoli troll scambiati nella culla.

### Il Signore degli Anelli
Nella tradizione tolkeniana, il troll (o "Vagabondo delle Montagne", secondo la prima traduzione in italiano) è una creatura rozza e malvagia, dedita alla distruzione dei villaggi, al furto del bestiame e alla cattura di incauti viaggiatori, che vengono poi spesso cucinati.
Il punto debole di queste creature è la luce solare; infatti se vengono colpiti dai raggi dell'astro si tramutano in pietra. I troll di Mordor invece, così come gli orchi, riescono, in virtù di un sortilegio di Sauron a marciare grazie all'oscurità innaturale prodotta da Mordor che protegge gli orchi e i troll dai raggi del sole fino a Minas Tirith, al contrario degli Uruk-hai e degli Olog-hai che essendo incrociati probabilmente con uomini, riuscivano a marciare e a correre anche alla luce del sole.

### I Troll Mumin di Tove Jansson
I Troll Mumin sono personaggi ideati dalla scrittrice finlandese Tove Jansson. Descritti come troll pacifici e altruisti, sono protagonisti di numerosi romanzi per bambini pubblicati dal 1945 al 1980.

### Gary Gygax
Gary Gygax, ideatore dei giochi di ruolo fantasy, nella serie su Gord il miserabile, fa dei troll degli esseri altamente malvagi, capaci inoltre di rigenerarsi: Gord, trasformatosi in un felide, fa a brandelli un troll, ma nota che dopo un po' tali brandelli iniziano a muoversi l'uno verso l'altro al fine di ricostituire l'intera struttura dell'organismo del troll. L'unica maniera per ucciderli è bruciarli.

### Mondo Disco
Nella serie fantasy-umoristica del Mondo Disco di Terry Pratchett, i troll sono creature senzienti fatte interamente di roccia (descritti dall'autore come forme di vita a base silicea invece che carbonica). Tradizionalmente in guerra contro i nani, un tempo i troll vivevano in natura ed erano visti come pericolosi mostri, ma adesso sono civilizzati e se ne trovano anche nelle grandi città del disco, come Ankh-Morpork, dove sono apprezzati come "uomini" di fatica per la loro resistenza e grande forza fisica. Possono apparire stupidi, ma in realtà ciò è dovuto ai loro cervelli a base silicea, che diventano inefficaci se surriscaldati (similmente a un computer). Per questo i troll preferiscono vivere in regioni fredde e condurre una vita notturna. Tutti i troll hanno nomi basati su rocce e minerali. Fra i più importanti personaggi troll della serie troviamo Detritus, sergente della guardia cittadina di Ankh-Morpork.

### Harry Potter
Nel romanzo Harry Potter e la pietra filosofale il troll appare come una creatura di taglia enorme, pericolosa ma soprattutto stupida.

## Internet
Nel gergo delle comunità virtuali il termine troll è usato per descrivere un'utenza dannosa per la comunità coinvolta.

## Filmografia
(parziale)
- Troll (1986)
- Troll 2 (1990)
- Le avventure di Stanley (1994)
- Troll Hunter (2010)
- Boxtrolls - Le scatole magiche (2014)
- Trolls (2016)
- Border - Creature di Confine (2018)
- Trolls World Tour (2020)
- Troll  (2022)
- Trolls 3 - Tutti insieme (2023)

## Videogiochi
I troll compaiono in molti videogiochi. Hugo è una longeva serie che ha pre protagonista un troll. Nella saga di Warcraft, i Troll sono una delle razze principali.